# Swiss Journal of Psychology
Swiss Journal of Psychology (vormals Schweizerische Zeitschrift für Psychologie, heute dies nur noch als Untertitel gemeinsam mit Revue Suisse de Psychologie) ist die von der Schweizerischen Gesellschaft für Psychologie herausgegebene Fachzeitschrift für alle Bereiche der wissenschaftlichen Psychologie. Sie erscheint viermal im Jahr und wurde 1942 begründet. Mit dem Heft 3–4 2020 wurde das Erscheinen eingestellt.

## Geschichte
Erster Herausgeber war Jean Piaget. Sie erscheint im Hogrefe Verlag Schweiz Bern und publizierte Beiträge in englischer, deutscher und französischer Sprache. Seit 2012 veröffentlicht  Schweizerische Zeitschrift für Psychologie nur noch Artikel in englischer Sprache.

Erste Redaktoren  der Schweizerischen Zeitschrift für Psychologie und ihre Anwendungen (d. h. von Beginn an, 1942) waren Walter Morgenthaler, Jean Piaget, Carl Gustav Jung und Oscar Forel. Zweck der Zeitschrift war gemäss Redaktion: 

„Die einzelnen psychologischen Richtungen und Vereinigungen in der Schweiz [zu] sammeln und ihnen ein Zentrum [zu] sein. Die Beziehungen zum Ausland pflegen und damit beitragen zur Erfüllung der übernationalen Aufgaben und zum kulturellen Aufbau. Auf dieser Grundlage wird sie die Psychologie als Wissenschaft sowie die praktisch psychologischen Disziplinen pflegen und dem Suchen nach dem Seelischen und dem Menschlichen entgegenkommen.“

Die Geschichte der Schweizerischen Zeitschrift für Psychologie und ihre Anwendungen ist (eng) mit der Geschichte der Psychologie bzw. der Psychotherapie in der Schweiz verbunden. „1930 wurde bei einer Statutenrevision der Schweizerische Gesellschaft für Psychiatre eine schweizerische Kommission für Psychotherapie geschaffen mit der Aufgabe, «ihr Augenmerk auf die Ausbildung in Psychotherapie sowie auf die wissenschaftliche Förderung und die praktische Ausübung dieser Behandlungsart in der Schweiz zu richten».“ Diese Kommission wurde erst „unter der energischen Führung von Oscar Forel aktiver.“ Am 19. Juli 1936 fand die erste Tagung der Kommission in Basel statt, am 28. Mai 1937 die zweite in Bern.

## Erscheinungsverlauf
- 1942–1967: Schweizerische Zeitschrift für Psychologie und ihre Anwendungen. ISSN 0036-7869 (darin aufgegangen: Zeitschrift für diagnostische Psychologie und Persönlichkeitsforschung, herausgegeben von Robert Heiß, J.H. Schultz und Hans Zulliger: Bd. 1, 1953, bis Bd. 6, 1958, ISSN 0513-9031)
- 1967–1986: Psychologie: Schweizerische Zeitschrift für Psychologie und ihre Anwendungen. ISSN 0033-2976
- 1987–1993: Schweizerische Zeitschrift für Psychologie (SZP). ISSN 0036-7869
- 1994–2000: Swiss Journal of Psychology: Official Publication of the Swiss Psychological Society. ISSN 0036-7869